# DC vs. Marvel
DC vs. Marvel / Marvel vs. DC es una serie limitada de cómics publicada por Marvel y DC Comics en 1996. La primera serie fue escrita por Ron Marz y Peter David, y dibujada por Dan Jurgens y Claudio Castellini. En la serie, compuesta de cuatro tomos, los héroes y villanos de cada compañía se enfrentan entre sí para decidir qué universo es el mejor y en consecuencia, cuál de las dos editoriales debe sobrevivir.
En 1996, la miniserie ganó el Cómics Buyer's Guide Fan Award como la mejor Serie Limitada. Esta miniserie es el arco argumental para el lanzamiento de la Línea Amalgam.

## Argumento
Extraños sucesos empiezan a suceder como la aparición del Hombre Araña en Gotham City junto al Joker. Mientras en el plano Astral los dos hermanos, que personifican al Multiverso Marvel y al Multiverso DC, toman conciencia que no están solos en el universo: los hermanos descubren la existencia del otro.
Tanto a los superhéroes como a los villanos, antihéroes, civiles o policías, les llama la atención en sus respectivos multiversos unas luces amarillas extrañas que los transportan. Mientras que algunos luchan, preguntándose qué ocurre, otros, como el Doctor Strange (Marvel) y demás místicos, funden su magia para encontrar la respuesta. En la Baticueva, Bullseye (Marvel) está confundido y amenaza a Batman (DC) con matar a Robin (DC) si no le dice qué ocurre. Entonces este se libera y Batman noquea a Bullseye, pero una luz amarilla transporta a Robin a la X-Mansión, hogar de los X-Men (Marvel).
Hulk (Marvel) como el Hulk Maestro (la más poderosa de sus personalidades, ya que es la fusión entre la mente Bruce Banner y el físico de Hulk), está con Betty Ross, cuando de repente desaparece sin más. En el Daily Planet, Clark Kent (DC) tiene ahora dos jefes: Perry White (DC) y Jonah Jameson (Marvel). Además tiene un nuevo compañero fotógrafo: Peter Parker (quien en realidad es Ben Reilly que usa el nombre del verdadero Spiderman, ya que al encontrarse ahora en el multiverso de DC nadie lo conoce).
Un personaje buscaba la guarida de X-Factor, pero en su lugar encuentra una tienda con motivos de los Looney Tunes. Axel Asher encuentra a un vagabundo sospechoso en un callejón con una caja brillante tratando de cubrirla con cinta adhesiva, y este le explica que es una de las piezas restantes de cuando surgió el Big Bang, que además de crear un sistema solar, creó una variedad de universos y tierras paralelas (como la Tierra 616 de Marvel y la Tierra 0 de DC).
Ahora que los hermanos conocen la existencia del otro, no se van a detener. Estos revelan a todos en ambos universos que antes estaban unidos, pero lucharon entre sí y se destruyeron, volvieron a reconstruirse por separado, aunque poco a poco fueron creando sus propias diferencias y olvidaron cuando conocían al otro; pero que ambos ya estaban hartos de la existencia del otro y deciden destruirse mutuamente. Aconsejados por las entidades cósmicas The Spectre (DC) y el Living Tribunal (Marvel) se desafían a un duelo de múltiples batallas, en el que cada uno utiliza personajes o campeones de su propio Universo principal (tierra 616 y tierra 0). El perdedor desaparecerá.
Hay once batallas entre los héroes principales:
Thor (Marvel) vs. Shazam (DC)
Estos son teletransportados y entendiendo que debían luchar, pero antes deciden rezar a sus respectivos padre y dioses. Mientras luchan, Thor y Shazam creen que podrían enseñarle a los hermanos a llevarse bien. Cuando Thor deja a Shazam atorado entre escombros, este dice Shazam y se vuelve a su alter ego, un niño llamado Billy Batson. Thor se percata que Shazam usa también el poder del trueno y cuando se libera vuelve a decir Shazam. Thor usa su martillo y controla el rayo, pero al tocar el martillo, el rayo le da un efecto secundario y se teletransporta a Nueva York, donde Wonder Woman encuentra el martillo, lo levanta y obtiene los poderes de Thor, mientras que este ya ha ganado.
Namor (Marvel) vs. Aquaman (DC)
Los señores del agua luchan, pero en el agua están muy igualados, así que Namor golpea a Aquaman en la superficie (ya que Namor puede volar), pero Aquaman contacta con una ballena para que salte cerca de la playa y aplaste a Namor, dejando a Aquaman como el ganador.
Quicksilver (Marvel) vs. Flash (DC)
Ambos luchan en super velocidad y apuestan quién es el más veloz; un camionero se distrae con ellos y Flash lo salva, junto con el vehículo y los demás pasajeros, pero Quicksilver sorprende a Flash con un golpe y lo deja débil. Sin embargo, al bajar la guardia Quicksilver, Flash mejora el ataque y le asesta un golpe con el cual lo derrota y se convierte en el ganador. En Daily Planet, Kingpin ha tomado el edificio, mientras que Lois Lane se vuelve interesada amorosamente en Peter Parker. 
Júbilo (Marvel) vs. Robin (DC)
Júbilo, de los X-Men, está destinada a luchar contra Robin, lo cual es difícil, ya que se ha enamorado de él desde que apareció en la X-Mansión. Mientras que Júbilo escribe su historia de amor en su diario, Robin le dice que ya es hora, se toman las manos y se teletransportan.
Robin promete no herir a Júbilo. Esta le lanza ráfagas de su poder, mientras que Robin la engaña escondiéndose y dejando su capa; pero ella cree verlo y le dispara, sin conseguir ganar, pues el hábil joven la inmoviliza con un lazo de cobre, ganando el combate.
Silver Surfer (Marvel) vs. Linterna Verde (DC)
En el espacio profundo, ni Linterna Verde ni Silver Surfer quieren pelear, pero saben que su combate es necesario, revelando que antes del combate y después del intercambio de personajes, Surfer y Linterna se aliaron. Linterna y Surfer se enfrentan, pero al chocar sus poderes, gana Silver Surfer, aunque lamentando mucho la victoria.
Elektra (Marvel) vs. Catwoman (DC)
Catwoman está confundida, pues no se explica por qué la eligieron como campeona de su universo, si ella es antiheroína y no heroína. Catwoman rasguña a Elektra y la enreda el brazo con su látigo, pero Elektra la tira con este y se asegura de no matarla. Catwoman arroja su látigo para subir, pero Elektra lo corta y Catwoman cae inconsciente, siendo Elektra la ganadora.
En Metrópolis, Peter le propone a Lois una cita, pero ella le revela que ya está comprometida con Clark. Peter, avergonzado, decide ir al cuarto oscuro para revelar fotos. Está muy preocupado, ya que el multiverso Marvel depende de si Spiderman gana o pierde, cuando su sentido-arácnido se activa y es teletransportado. Jonah aparece con Clark y Lois y les dice que Hulk combate a Metallo.
En el callejón, Asher está aterrado ante todo esto, ya que el vagabundo misterioso le revela que ese callejón es el único punto que los dos multiversos tienen en común en ambas realidades y que Asher y él son un par de fragmentos de Marvel y DC, pero que Asher vive en Marvel. El vagabundo lo toca y le da el poder que lleva dentro (con colores rojo de Marvel y azul de DC, los colores de sus respectivos logotipos), ya que Asher es el próximo sucesor para apartar a los hermanos, siendo el acceso, un Access. Axel tiene, a diferencia de todos sus antecesores, el puesto más crucial. 
Wolverine (Marvel) vs. Lobo (DC)
En un planeta lejano, Lobo encaja uno de sus garfios en el corazón de Wolverine (entre sus costillas de adamantium), sin contar con el que éste se regenerase. Ambos forcejean, mientras que Wolverine prefiere destripar y Lobo machacar. Pero Wolverine apuñala a Lobo y este ya no puede luchar mientras el otro gana y se pone a fumar.
Tormenta (Marvel) vs. Mujer Maravilla (DC)
Al inicio de la pelea, La Mujer Maravilla (Wonderwoman) tira el martillo de Thor, ya que considera que no sería justo y prefiere luchar con los atributos que le fueron dados en su multiverso. Mientras luchan, La Mujer Maravilla patea a Storm, pero esta la electrocuta dos veces y gana.
Spider-Man (Marvel) vs. Superboy (DC)
Ben, inicia quitándole los anteojos a Superboy, lo que incrementa su furia. Luego, Ben, se esconde detrás de una cisterna de agua, pero Superboy usa su telequinesis táctil para moverlo. En la lucha, Ben le pregunta que relación de sangre posee Superboy con Superman y este le dice ser un clon más joven, lo que hace que Ben se altere y entienda que la razón por la que los hermanos lo pusieron luchar contra él fue porque ambos son clones, por lo cual, si el verdadero Peter hubiera sido elegido, Peter se habría enfrentado a Superman. Superboy intenta agarrarlo, pero Ben responde con una patada; Superboy está debajo del agua y aunque el sentido-arácnido de Ben se activa, Superboy lo golpea.
Débil, Ben ve un interruptor mientras Superboy va tras él, cuando a Ben se le ocurre un nuevo truco: salta y llena de redes los ojos de Superboy y este cae en el interruptor y se electrocuta, perdiendo la pelea, dejando el marcador en 6-3.
Hulk (Marvel) vs. Superman (DC)
Superman llega con su supervelocidad hacia Hulk, quien ha vencido a Metallo. Al percatarse de que aún no han sido teletransportados, Hulk determina que ellos deben pelear. En la pelea se dan un golpe cada uno, quedando por primera vez en sus vidas golpeados fuertemente. Superman en realidad no quiere pelear, pero al darse cuenta de la situación de su prometida, golpea con todas sus fuerzas a Hulk, dejándolo inconsciente y siendo Superman el ganador, 6-4.
Capitán América (Marvel) vs. Batman (DC)
Ambos personajes son teletransportados a las cloacas y pelean entre escudo y batarangs, pero en el combate cuerpo a cuerpo, el Capitán América lanza a Batman hacia un tubo drenaje y este se rompe, causando que se inunde el lugar. Batman se pone un tanque de oxígeno pero el Capitán América no tiene uno y éste queda inconsciente. Batman lo rescata, siendo el ganador con 6-5. Cinco de las peleas fueron determinadas por los votos del público. Marvel recibió más votos que DC, por lo que ganó Marvel, aunque la historia no muestra a un ganador.
A pesar del triunfo de Marvel (y pese a las controvertidas victorias de Wolverine, Storm y Spider-Man sobre Lobo, la Mujer Maravilla y Superboy, ningún universo estaba dispuesto a desaparecer. Para prevenir la destrucción total, The Spectre y el Living Tribunal crearon un universo llamado Línea Amalgam al margen de los demás, donde solamente Axel Asher (después conocido como Access) y el Dr. Strangefate sabían la verdad. Circunstancialmente, Access restauró la realidad.
Axel está como loco buscando qué hacer con sus poderes, cuando el vagabundo ve a Batman salir de las cloacas con el Capitán América intentando hacerlo reaccionar con éxito. Asher teoriza un plan, pero falla en la práctica, ya que al tocar a Batman y al Capitán y ponerles una parte del multiverso opuesto, los hermanos resuelven la disputa creando el nuevo Universo Amalgam, que sería ocupado por las versiones "combinadas" de varios héroes, por ejemplo, Dark Claw, que es la unión de Batman y Wolverine.
Después de que Dr. Strangefate (fusión entre Charles Xavier, Doctor Strange y Doctor Fate, quienes sabían la verdad de su mundo) sobreviviera, se vuelve contra Asher debido a que quiere dejar así su mundo. Access busca las llaves depositadas en Super-Soldier y Dark Claw cuando pasan por el callejón para restaurar el universo. Finalmente, al tocar a los superhéroes amalgamados, restaura ambos universos al mismo tiempo que Batman y Captain America, haciendo que nadie recuerde Amalgam Universe.
En una cueva, Hulk combate a los hombres topo y ellos revelan un arma desintegradora, pero aparece Superman y lo ayuda, consiguiendo vencer. En el Daily Planet, Kingpin aún amenaza con comprarlo cuando Spiderman y Superboy lo detienen. En Nueva York, Thanos busca a Darkseid para terminar la pelea cuando Lobo y Wolverine lo combaten, al igual que Flash y Quicksilver a Venom.
The Spectre y el Living Tribunal están contentos de que los hermanos se hayan separado, cuando de repente en ambos universos comienzan unos temblores. Axel, Batman y el Cap intentan proteger a la gente, pero Axel razona y les dice que es en vano, ya que al final morirán debido a que los hermanos están peleando. La lucha de Wolverine y Lobo aumenta cuando se topan con Quicksilver, Flash, Shazam y Thor. Thanos deja débil a Venom y todos van contra él, pero Thor queda perplejo ante Wonder Woman y su capacidad para levantar su martillo. En el Daily Planet, Superboy y Spiderman ven que el cielo empieza a sangrar y se dan cuenta de que aunque salgan, es el fin de sus mundos, por lo que Jameson se disculpa con Spiderman. Todos los héroes detienen sus asuntos y se dan cuenta de que sus batallas no tienen sentido y los mundos se empiezan a desmoronar. Mientras todos lo ven como lo peor, Thanos lo ve como algo hermoso.
El Capitán América y Batman arman un plan para detenerlo y Access los lleva fuera del cosmos, donde ven literalmente a Marvel y a DC pelear con espadas (lo que explica los cielos sangrando). El Cap y Batman proponen regresar y traer un ejército, sin embargo, Access les dice que sus mundos mueren y que ya es muy difícil teletransportarse. Batman y el Capitán les hablan a sus respectivos universos, pero estos no los oyen, cuando DC y Marvel chocan sus espadas y les dan a los personajes opuestos. 
Axel está perplejo, sin embargo, cuando todo parecía perdido, Marvel ve como un chico que vivió y creció entre las sombras, crece y se fortalece con sus debilidades, protegiendo a otros. DC ve como un chico con esperanzas, dona su cuerpo a la ciencia con éxito y pelea por el bien común, siendo un icono de inspiración para muchos. De pronto todo se detiene, los hermanos dejan de pelear, llevan al Capitán y a Batman dentro de ellos y, por primera vez, se dan un apretón de manos mientras dicen: "lo has hecho bien".
Todo se arregla y vuelven a sus mundos. A pesar de que muchos buscan saber la verdad, solo Access lo sabe. Cuando las grietas se cierran, Júbilo le jura a Robin no olvidarlo nunca. Wonder Woman y Thor buscan respuestas, pero ni las amazónicas ni Odín saben lo que ocurre, mientras que otros como Spiderman o Superman razonan y se dan cuenta de que los mundos están mejor así. Access promete volverse el guardián entre los hermanos para que esto no pase de nuevo.

## Las Batallas
| Batallas                         | Vencedores    |
| -------------------------------- | ------------- |
| Thor vs. Shazam                  | Thor          |
| Namor vs. Aquaman                | Aquaman       |
| Quicksilver vs. Flash            | Flash         |
| Júbilo vs. Robin                 | Robin         |
| Elektra vs. Catwoman             | Elektra       |
| Wolverine vs. Lobo               | Wolverine     |
| Tormenta vs. Mujer Maravilla     | Tormenta      |
| Spider-Man vs. Superboy          | Spider-Man    |
| Hulk vs. Superman                | Superman      |
| Capitán América vs. Batman       | Batman        |
| Silver Surfer vs. Linterna Verde | Silver Surfer |

### Secuelas
El siguiente año (4 de febrero de 1998) aparece la miniserie All-Access donde se revelan más detalles del universo Amalgam (línea Amalgam) y de Axel Asher como nexo entre los universos. Posteriormente, aparece la miniserie Unlimited Access.
Después, hubo varios crossovers de algunos héroes de Marvel con la estrella de DC: Superman, los cuales fueron: Superman/Fantastic Four y Superman/Silver Surfer.
Así como crossovers clásicos, un cómic book que luego se vendió por separado, contando historias entre cada equivalente del Multiverso Marvel y Multiverso DC:
- Superman vs. The Amazing Spider-Man
- Batman vs. The Incredible Hulk

Crossovers de DC y Marvel:
- Superman vs. Spider-Man
- Batman vs. Hulk
- Superman y Mujer Maravilla
- Spider-Man y Los 4 Fantásticos
- Superman y Los 4 Fantásticos
- X-Men y Jóvenes Titanes

entre otras, también hubo una secuela de la primera mencionada:
- Spider-Man & Hulk/Superman & Wonder Woman

Y el último crossover hasta hoy es el de:  Avengers/Justice League of America o Avengers/JLA.